# Salut du coude

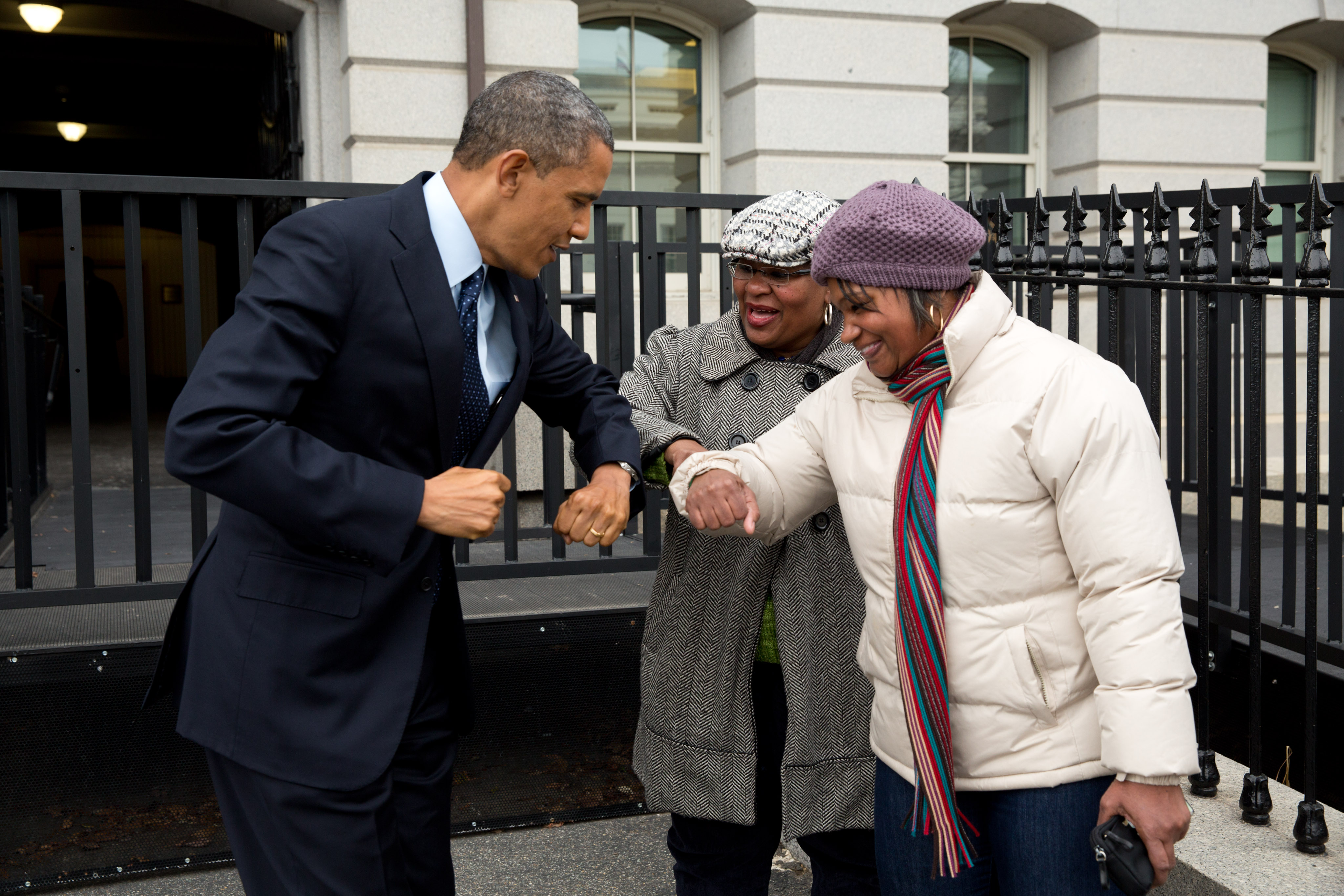
Barack Obama pratiquant le salut du coude.

Le salut du coude est une forme de salut utilisée pour maintenir une distanciation physique durant certaines épidémies, comme par exemple une épidémie de grippe. Cette pratique s'est largement développée et répandue durant l'épidémie de coronavirus Covid-19, ayant touchée le monde de 2019 à 2022. Il se fait en se touchant au niveau du coude.
Durant la pandémie de Covid-19, cette pratique fut critiquée en raison du fait qu'elle consiste à remplacer un contact "main à main", or selon ses détracteurs, elle présente des risques de transmission puisque contrairement aux mains, les coudes sont moins souvent nettoyés et désinfectés, en particulier après avoir éternué au creux de son coude.
Dans les langues étrangères, on parle de Saluto col gomito (italien) Choque de codos (espagnol) ou Elbow bump en anglais.